# Lijst van steden in de Westelijke Sahara

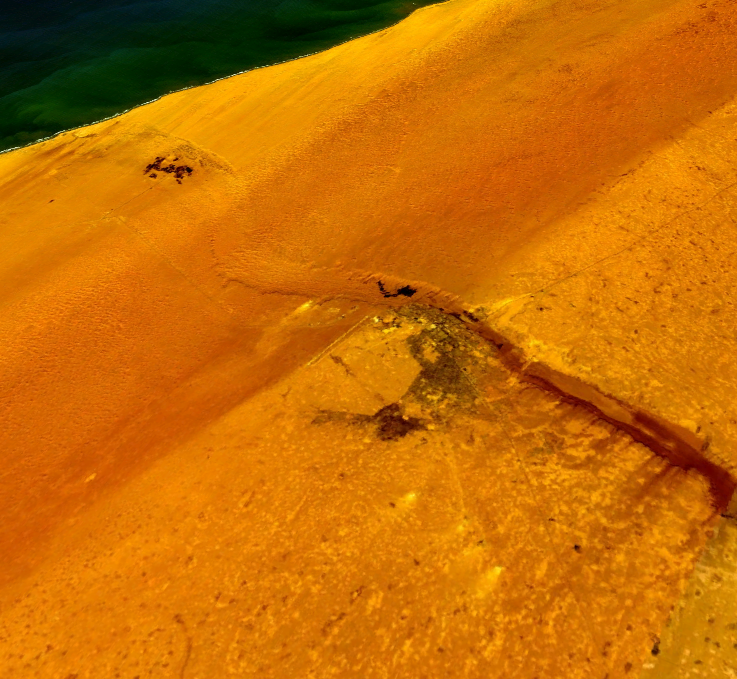
El Aaiún (Laayoune)

Dit is een lijst van steden in de Westelijke Sahara.

## Steden onderMarokkaansbestuur
- al-Ajoen (Laâyoune, El Aaiún)
- Awsard
- Baggari
- Bir Gandus (Bir Gandouz)
- Bou Craa (fosfaatmijn)
- Boujdour
- Chalwa
- Dakhla (Ad Dakhla)
- Al Farcia
- Guelta Zemmour
- Hawza
- Imlily
- Lagouira (La Guera)
- Oum Dreyga
- Smara (Semara)
- Techla

## Steden bestuurd door deADRS
- Agwanit
- Amgala
- Bir Lehlou
- Guerguerat
- Dougaj
- Haouza
- Mehaires
- Mijek
- Tifariti (bestuurscentrum naast het Algerijnse Tindouf)
- Zoug (Zug, Sug)